# 수전 브레이클리
수전 블레이클리(Susan Blakely, 1948년 9월 7일 ~ )는 미국의 배우, 모델이다.

## 영화
- 추억 (1973년 영화)
- 타워링
- 샴푸 (영화)
- 오버 더 톱 (영화)

## 텔레비전
- 야생화 (1991년 영화)
- 시티 레인져
- 제시카의 추리극장
- 스텝 바이 스텝 (시트콤)
- 닥터 슬론
- 제7의 천국 (드라마)
- 콜드 케이스
- 닙턱
- 두 남자와 1/2
- 사우스랜드 (드라마)
- 커트니 콕스의 러브 앤 프렌즈
- NCIS (드라마)
- 크레이지 엑스 걸프렌드
- 디스 이즈 어스